# Törpe vöröskolobusz
A törpe vöröskolobusz (Procolobus verus) a cerkóffélék családjába tartozó, Nyugat-Afrikában honos majomfaj.

## Megjelenése
A törpe vöröskolobusz a legkisebb a kolobuszmajomok között, testhossza 43–50 cm közötti; a hímek 3,3–5,7 kg-osak, a nőstények pedig 3–4,5 kg közöttiek. A szexuális dimorfizmus nem jelentős, a hímek valamivel nagyobbak és szemfogaik is hosszabbak. Bundája zöldes árnyalatú sárgásszürke, a hátuk inkább sötétebb barnás, a hasuk pedig világosabb szürke. Az újszülöttek bundája sárgásabb árnyalatú. Arca csupasz, sötét színű és keskeny, piszkosfehér szőrsáv szegélyezi. Testalkata hasonlít a többi kolobuszéhoz, de a kis, kerek feje tetején kis szőrtaréjt visel és a többiekhez képest neki van a leginkább visszafejlődött hüvelykujja és a leghosszabb lábai. Gyomra több rekeszből áll, így a magas cellulóztartalmú leveleket is meg tudja emészteni. Mindkét nembeli fiatalokon a felnőtt nőstényekéhez hasonló ivartáji duzzanat figyelhető meg, ez feltehetően csökkenti a hímek feléjük irányuló agresszióját.

## Elterjedése
Nyugat-Afrika Guineai-öböllel határos részén honos Sierra Leonétól Togóig. Kelet-Nigériában van néhány kisebb, elszigetelt populációja.
A dús aljnövényzetű esőerdők alsó lombkoronájában él, gyakran vízközelben. Aludni feljárhat a lombok középső szintjére, de a fák tetejét elkerüli. 

## Életmódja
Nappal aktív. Átlagosan 10-15 egyedből álló csoportokat alkot, amelyek általában egy idősebb hímből, néhány nőstényből és kölykeikből tevődnek össze. Gyakran látható más majomfajok (pl. Diána-cerkóf) társaságában.
Növényevő, étrendje többségét (lehetőleg zsenge) levelek teszik ki, de elfogyasztja a magokat és virágokat is. A leveleket nem kézzel tépi le, hanem közvetlenül az ágról eszi meg.
Legfőbb ellenségei a leopárdok, koronás sasok és az ember. Nagyobb csoportokba verődve könnyebben észreveszik a közelgő ragadozót és a vészkiáltásra zöldesbarna álcaszínében bízva mozdulatlanul elbújik a lombok között.

### Szaporodása
A törpe vöröskolobuszok többnejűségben élnek. Külön párzási időszakuk nincs. A nőstények 5-6 hónapnyi vemhesség után egyetlen kölyköt hoznak a világra. Két vemhesség között többnyire két év telik el. Az anyák az újszülött kölyköt néhány hetes korukig a szájukban hordozzák; hasonló viselkedés a többi kolobusznál nem figyelhető meg. A nőstények 3-4 évesen, a hímek 5-6 évesen lesznek ivarérettek. Élettartama nem ismert, de rokonai fogságban 30 évig is elélnek.

## Környezetvédelmi helyzete
A törpe vöröskolobusz a Természetvédelmi Világszövetség Vörös listáján mérsékelten fenyegetett státusszal szerepel. Az utóbbi harminc évben létszáma több mint 20%-kal csökkent. A fajt főleg az erőirtás, a mezőgazdasági területek terjedése és a vadászat fenyegeti. Szerepel a washingtoni egyezmény (CITES) II. mellékletében, vagyis kereskedelme korlátozott.  